# سیارک ۲۱۷۵۳
سیارک ۲۱۷۵۳ (به انگلیسی: 21753 Trudel، نامگذاری:1999RJ180) بیست و یک هزار و هفتصد و پنجاه و سومین سیارک کشف شده‌است که در ۹ سپتامبر ۱۹۹۹ کشف شد.
قدر مطلق سیارک برابر ۱۳.۵ است.